# Franz Perrot

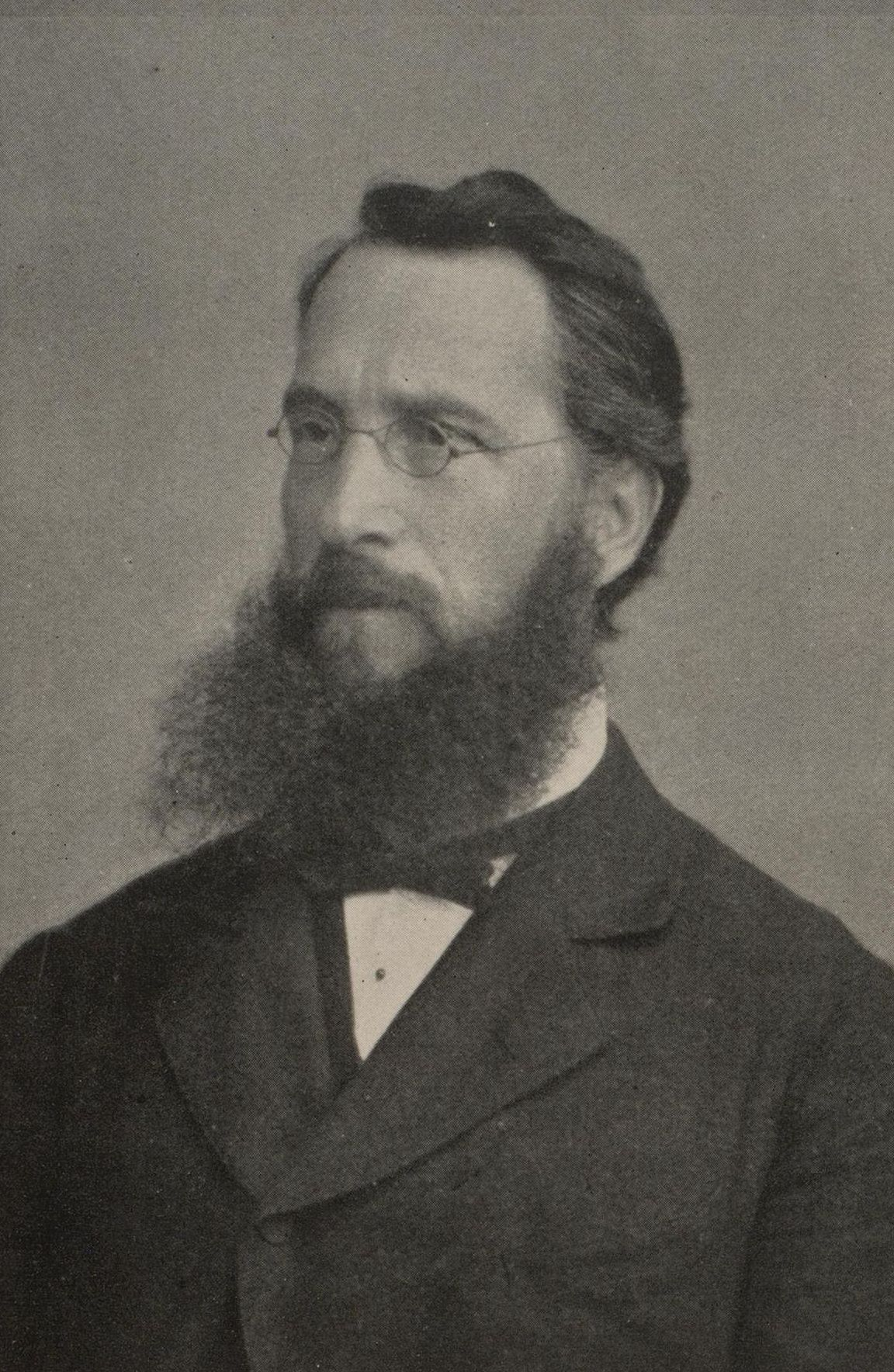
Franz Perrot

Franz Perrot (* 5. April 1835 in Trier; † 10. November 1891 in Wiesbaden) war Redakteur und Mitglied des Deutschen Reichstags.

## Leben
Franz Perrot besuchte Gymnasium und Realschule, schloss sich dem 8. Artillerie-Regiment in Koblenz an und ging an die Vereinigte Artillerie- und Ingenieurschule in Berlin. Als Sekonde-Lieutenant trat er aus der Linie in die Landwehr I. Aufgebot über. Von  1863 bis 1870 war er Kanzlei-Chef der Rheinischen Eisenbahn-Gesellschaft in Köln. 1866 nahm er am Krieg in Böhmen teil und wurde Premier-Lieutenant. Im Krieg 1870–1871 gegen Frankreich erhielt er das Eiserne Kreuz und wurde Hauptmann. 1871 nahm er seinen Wohnsitz in Straßburg. Zwischen 1870 und 1875 war er Sekretär des Mecklenburgischen Handelsvereins in Rostock. Dort gab er 1872 und 1873 die „Deutsche Monatsschrift für Handel, Schifffahrt und Verkehrswesen“ heraus. Danach war er in der Redaktion konservativer Blätter in Dresden, Frankfurt a./M., Stuttgart tätig.  
Als Mitarbeiter der Kreuzzeitung war Perrot für die von Philipp von Nathusius-Ludom stark redigierten „Ära-Artikel“ verantwortlich. Darin griff er Bismarck indirekt in der Person seines Bankiers Gerson von Bleichröder an, beschuldigte ihn der Korruption, und bezichtigte jüdische Geschäftsleute, aber auch Staatsbedienstete und Abgeordnete als Urheber des Gründerkrachs. Die Anschuldigungen des Artikels bestätigten sich, wegen ihrer antijüdischen Polemik mussten Nathusius-Ludom und auch Perrot die Kreuzzeitung jedoch verlassen.
Von 1881 bis 1884 war er Mitglied des Deutschen Reichstags für den Reichstagswahlkreis Regierungsbezirk Kassel 6 (Hersfeld, Rotenburg (Fulda), Hünfeld) und die Deutschkonservative Partei.